# 2-イミダゾリジノン
2-イミダゾリジノン (2-imidazolidinone) または、エチレン尿素（—にょうそ、ethylene urea）は、尿素上の2個の窒素原子がエチレン基によってつながれ、5員環を形成した構造を持つ有機化合物である。合成樹脂や爆薬、および農薬の原料として使われる。
エチレンジアミンと尿素、ホスゲン、二酸化炭素などとの反応で合成される。

## 誘導体

### ジニトロエチレン尿素
エチレンジニトラミンの合成中間体。
- 爆速: 7310 m/s（密度1.5）
- トラウズル値: 120
- 爆発熱: 3.89 kJ/g

### 1,3-ジメチル-2-イミダゾリジノン
略称を DMI と呼ばれる非プロトン性極性溶媒の一種。記事：1,3-ジメチル-2-イミダゾリジノンを参照。